# Vintilă Cossini
Vintilă Cossini (21 de novembro de 1913 - 20 de junho de 2000) foi um futebolista romeno que competiu na Copa do Mundo FIFA de 1938.